# Джонні Сінс
Джонні Сінс (англ. Johnny Sins, ім'я при народженні Стів Вульф (англ. Steve Wolfe); нар. 31 грудня 1978) — американський порноактор та фітнес-тренер.
Також відомий як Лисий з «Браззерс»

## Кар'єра
У порно Стів Вульф дебютував 2006 року. Відтоді знявся у понад 700 порнофільмах.
Свої перші порнографічні починання Сінс почав за допомогою рекламних оголошень на порталі Craigslist. У Brazzers його називали "паличкою-виручалочкою" студії, він знявся в більш ніж у 1000 їхніх сцен станом на квітень 2019 року.
10 червня 2015 року Pornhub запустив краудфандінгову кампанію через Indiegogo, спрямовану на виробництво першого фільму для дорослих у космосі. Джонні Сінса і Єву Ловію затвердили на головні ролі. У разі успішного фінансування проєкту вони мали пройти шестимісячну підготовку до запуску, включно з тренуваннями в умовах невагомості. За 60 днів кампанія зібрала 236 тис. доларів, не досягнувши своєї мети в 3,4 млн доларів.
На початку 2017 року Сінс і порнозірка Кісса Сінс, запустили свій YouTube-канал SinsTV, на якому вели хроніку свого повсякденного життя і давали поради з сексу. Відео, в якому Сінс куштує різні турецькі закуски, на короткий час стало популярним відео на YouTube в Туреччині.
У 2018 році Сінс отримав нагороду "Найпопулярніший виконавець за версією жінок" на щорічній церемонії Pornhub Awards.
У 2020 році Сінс перестав зніматися в порнофільмах для відомих студій, заснував власну студію SinsLife і зосередився на виробництві власного контенту разом з порноакторкою (і дружиною) Кісою Сінс. За даними на 2024 рік, знявся в більш ніж 3000 порнофільмах (включаючи компіляції).
В Україні та країнах СНД відомий як "лисий з "Браззерс".

## Премії та номінації[23]

### AVN Awards
2011
- Номінація: Unsung Male Performer of the Year

2012
- Номінація: Unsung Male Performer of the Year
- Номінація: Most Outrageous Sex Scene, Introducing the Russo Twins (2010)

2013
- Номінація: Best Three-Way Sex Scene: G/G/B, Brazzers Presents: The Parodies 2 (2012)
- Номінація: Unsung Male Performer of the Year

2014
- Номінація: Best Group Sex Scene, Bridesmaids (2013)

2015
- Номінація: Male Performer of the Year
- Номінація: Fan Award: Favorite Male Porn Star

2016
- Номінація: Best Boy/Girl Sex Scene, Sins Life 2 (2015)

### ROGREVIEWS' CRITICS CHOICE AWARDS
2012
- Номінація: Best Male Performer

### SEX AWARDS
2013
- Номінація: Hottest Adult Stud

### SPANK BANK AWARDS
2015
- Номінація: Dick of the Year

### THE FANNYS
2013
- Номінація: Male Performer of the Year

### XBIZ AWARDS
2014
- Номінація: Male Performer of the Year
- Номінація: Best Scene — Vignette Release, My Dad’s Hot Girlfriend 17 (2013)
- Номінація: Best Scene — Feature Movie, Bridesmaids (2013)
- Номінація: Best Scene — Vignette Release, Big Tits at Work 17 (2012)

2015
- Номінація: Best Scene — Vignette Release, Doctor’s Orders (II) (2014)

2016
- Перемога: Best Scene — Vignette Release, Let’s Play Doctor (2015)
- Номінація: Male Performer of the Year

### XRCO AWARDS
2014
- Номінація: Male Performer of the Year

2015
- Номінація: Unsung Swordsman of the Year